# Erik Skelde
Erik Skelde Petersen (* 15. Juli 1944) ist ein ehemaliger dänischer Radrennfahrer und nationaler Meister im Radsport.

## Sportliche Laufbahn
Skelde gewann 1964 gemeinsam mit Ole Højlund, Gunnar Asmussen und Thorvald Knudsen die nationale Meisterschaft im Mannschaftszeitfahren. 1969 wurde er Vize-Meister im Straßenrennen hinter Tommy Nielsen. Er siegte in den Eintagesrennen Silhorko Løbet und Karoline Løbet 1971 und Karoline Løbet 1972.
Die Internationale Friedensfahrt fuhr er 1968 und 1972. 1968 belegte er den 44. Rang der Gesamtwertung, 1972 schied er aus. 1973 fuhr er die DDR-Rundfahrt.

## Berufliches
Er arbeitete später als Trainer, so für das Team Cycling Horsens.

## Familiäres
Er ist der Vater von Michael Skelde, der als Radprofi aktiv war.